# Leonardus Hendrik Penninkx
Leonardus Hendrik Penninkx (Middelburg, 27 november 1895 - kamp Neuengamme, 30 november 1944) was een Nederlands verzetsstrijder tijdens de Tweede Wereldoorlog.
Hij was een zoon van Leendert Penninkx en Elizabeth Jonkerman.
Penninkx was tot mei 1940 sergeant-majoor in het Nederlandse leger. Eind 1940 begon hij met het vormen van een illegale kern in Utrecht. Hij verzamelde wapens, verstuurde berichten en hielp onderduikers. In 1941 trad hij als railwachter in dienst bij de Nederlandse Spoorwegen om zijn illegale werk door te zetten.
Op het adres in Utrecht waar hij woonde had hij twee onderduikers verstopt. Tevens was er een wapenopslag en een drukkerij van illegale papieren. Later werd hij een van de oprichters en medewerkers van de L.O. Utrecht. Hij woonde in Utrecht in een bovenwoning
. Deze was te bereiken door een trap die naast de voordeur van de onderburen was. Zijn onderbuurvrouw was een Duitse die getrouwd met een NSB'er. Deze onderburen gaven ook feestjes voor leden van de SS, de SD en officieren van het Duitse leger. Deze instanties, met name de SS en SD, waren al geruime tijd op zoek naar PIII, het wijkhoofd van de illegaliteit van wijk 3 in Utrecht. Ze wisten uiteraard niet dat PIII Leonardus Hendrik Penninkx was.
Penninkx werd in mei 1944 verraden doordat een gearresteerde koerier tijdens verhoor was doorgeslagen. Toen Leonardus na 6 weken afwezigheid weer eens thuis sliep, na op reis te zijn geweest in verband met het L.O.-werk, werd hij door de Duitsers van zijn bed gelicht. Via verschillende kampen kwam hij ten slotte terecht in het beruchte concentratiekamp Neuengamme. Daar is hij op 30 november 1944 gefusilleerd.
Zijn zoon, Frederik Alexander Penninkx, zat ook in het verzet door Nederland heen.